# Wijken en buurten in Woudrichem
De voormalige Nederlandse gemeente Woudrichem werd voor statistische doeleinden onderverdeeld in wijken en buurten. De gemeente werd verdeeld in de volgende statistische wijken:
- Wijk 00 Woudrichem (CBS-wijkcode:087400)
- Wijk 01 Almkerk (CBS-wijkcode:087401)
- Wijk 02 Rijswijk (CBS-wijkcode:087402)
- Wijk 03 Giessen (CBS-wijkcode:087403)
- Wijk 04 Andel (CBS-wijkcode:087404)
- Wijk 05 Uitwijk en Waardhuizen (CBS-wijkcode:087405)

Een statistische wijk kan bestaan uit meerdere buurten. Onderstaande tabel geeft de buurtindeling met kentallen volgens het Centraal Bureau voor de Statistiek (2008):
| CBS-buurtcode | Buurtnaam                                          | Inwonertal | Opp. totaal (ha) | Opp. land (ha) | Ligging                |
| ------------- | -------------------------------------------------- | ---------- | ---------------- | -------------- | ---------------------- |
| BU08740000    | Woudrichem binnen de vesting                       | 690        | 20               | 15             | Locatie in de gemeente |
| BU08740001    | Woudrichem buiten de vesting                       | 3310       | 122              | 108            | Locatie in de gemeente |
| BU08740002    | Oudendijk                                          | 410        | 272              | 266            | Locatie in de gemeente |
| BU08740009    | Verspreide huizen in buitengebied                  | 80         | 353              | 295            | Locatie in de gemeente |
| BU08740100    | Almkerk                                            | 2770       | 115              | 112            | Locatie in de gemeente |
| BU08740107    | Verspreide huizen Zandwijk en omgeving             | 170        | 106              | 104            | Locatie in de gemeente |
| BU08740108    | Verspreide huizen Provincialeweg-Noord en omgeving | 460        | 806              | 798            | Locatie in de gemeente |
| BU08740109    | Verspreide huizen Provincialeweg-Zuid en omgeving  | 210        | 854              | 843            | Locatie in de gemeente |
| BU08740200    | Rijswijk                                           | 1580       | 119              | 102            | Locatie in de gemeente |
| BU08740209    | Verspreide huizen in buitengebied                  | 130        | 290              | 276            | Locatie in de gemeente |
| BU08740300    | Giessen                                            | 1340       | 131              | 118            | Locatie in de gemeente |
| BU08740309    | Verspreide huizen in buitengebied                  | 170        | 355              | 343            | Locatie in de gemeente |
| BU08740400    | Andel                                              | 2290       | 150              | 128            | Locatie in de gemeente |
| BU08740409    | Verspreide huizen in buitengebied                  | 180        | 489              | 465            | Locatie in de gemeente |
| BU08740500    | Uitwijk                                            | 280        | 74               | 74             | Locatie in de gemeente |
| BU08740501    | Waardhuizen                                        | 200        | 57               | 56             | Locatie in de gemeente |
| BU08740509    | Verspreide huizen in buitengebied                  | 170        | 849              | 837            | Locatie in de gemeente |